# Mistrzostwa Europy w Zapasach 2004
56. Mistrzostwa Europy w zapasach odbyły się w kwietniu. W stylu klasycznym i wolnym kobiet walczono w Haparandzie, a w stylu wolnym mężczyzn w Ankarze.

## Styl klasyczny

### Medaliści
| Konkurencja | Złoto              | Srebro             | Brąz               |
| ----------- | ------------------ | ------------------ | ------------------ |
| -55 kg      | Bayram Özdemir     | Artiom Kiurengian  | Petr Švehla        |
| -60 kg      | Wahan Dżuharian    | Davor Štefanek     | Ivan Alexandrov    |
| -66 kg      | Armen Wardanian    | Witalij Żuk        | Ari-Pekka Härkänen |
| -74 kg      | Michaił Iwanczenko | Wasyl Raczyba      | Aleh Michałowicz   |
| -84 kg      | Nazmi Avluca       | Dimitrios Awramis  | Sándor Bárdosi     |
| -96 kg      | Martin Lidberg     | Siarhiej Lisztwan  | Marek Švec         |
| -120 kg     | Jurij Patrikiejew  | Kostiantyn Stryżak | Serghei Mureico    |

### Tabela medalowa
| Lp. | Państwo             | Złoto | Srebro | Brąz |
| --- | ------------------- | ----- | ------ | ---- |
| 1   | Rosja               | 2     | 0      | 0    |
|     | Turcja              | 2     | 0      | 0    |
| 3   | Ukraina             | 1     | 2      | 0    |
| 4   | Szwecja             | 1     | 0      | 0    |
|     | Armenia             | 1     | 0      | 0    |
| 6   | Białoruś            | 0     | 2      | 1    |
| 7   | Grecja              | 0     | 2      | 0    |
| 8   | Serbia i Czarnogóra | 0     | 1      | 0    |
| 9   | Czechy              | 0     | 0      | 2    |
| 10  | Węgry               | 0     | 0      | 1    |
|     | Finlandia           | 0     | 0      | 1    |
|     | Izrael              | 0     | 0      | 1    |
|     | Bułgaria            | 0     | 0      | 1    |

## Styl wolny

### Medaliści
| Konkurencja | Złoto                | Srebro                      | Brąz                |
| ----------- | -------------------- | --------------------------- | ------------------- |
| -55 kg      | Martin Berberian     | Mawlet Batirow              | Iwan Dżorew         |
| -60 kg      | Tevfik Odabaşı       | Ałan Dudajew                | Wasyl Fedoryszyn    |
| -66 kg      | Machacz Murtazalijew | Elbrus Tedejew              | Ömer Çubukçu        |
| -74 kg      | Rusłan Kokajew       | Murad Hajdarau              | Emzarios Bendinidis |
| -84 kg      | Gökhan Yavaşer       | Rewaz Mindoraszwili         | Lazaros Loizidis    |
| -96 kg      | Chadżymurat Gacałow  | Wadym Tasojew               | Rustam Agajew       |
| -120 kg     | Aydın Polatçı        | Kuramagomied Kuramagomiedow | Serhij Priadun      |

### Tabela medalowa
| Lp. | Państwo     | Złoto | Srebro | Brąz |
| --- | ----------- | ----- | ------ | ---- |
| 1   | Rosja       | 3     | 3      | 0    |
| 2   | Turcja      | 3     | 0      | 1    |
| 3   | Armenia     | 1     | 0      | 0    |
| 4   | Ukraina     | 0     | 2      | 2    |
| 5   | Białoruś    | 0     | 1      | 0    |
|     | Gruzja      | 0     | 1      | 0    |
| 7   | Grecja      | 0     | 0      | 2    |
| 8   | Bułgaria    | 0     | 0      | 1    |
|     | Azerbejdżan | 0     | 0      | 1    |

## Kobiety styl wolny

### Medaliści
| Konkurencja | Złoto                | Srebro           | Brąz                  |
| ----------- | -------------------- | ---------------- | --------------------- |
| -48 kg      | Iryna Merłeni        | Brigitte Wagner  | Myrsini Koloni        |
| -51 kg      | Inessa Rebar         | Ida Hellström    | Alena Kareicha        |
| -55 kg      | Ida-Theres Nerell    | Tetiana Łazarewa | Natalja Karamczakowa  |
| -59 kg      | Helena Allandi       | Sabrina Esposito | Lubow Wołosowa        |
| -63 kg      | Alona Kartaszowa     | Stéphanie Gross  | Sara Eriksson         |
| -67 kg      | Kateryna Burmistrowa | Lise Legrand     | Swietłana Martynienko |
| -72 kg      | Giuzel Maniurowa     | Switłana Sajenko | Anna Wawrzycka        |

### Tabela medalowa
| Lp. | Państwo  | Złoto | Srebro | Brąz |
| --- | -------- | ----- | ------ | ---- |
| 1   | Ukraina  | 3     | 2      | 0    |
| 2   | Szwecja  | 2     | 1      | 1    |
| 3   | Rosja    | 2     | 0      | 3    |
| 4   | Niemcy   | 0     | 2      | 0    |
| 5   | Francja  | 0     | 1      | 0    |
|     | Włochy   | 0     | 1      | 0    |
| 7   | Białoruś | 0     | 0      | 1    |
|     | Grecja   | 0     | 0      | 1    |
|     | Polska   | 0     | 0      | 1    |